# Star Goose
Star Goose (auch Stargoose) ist ein Computerspiel von 1988. Es handelt sich um ein vertikal scrollendes Shoot-’em-up, das 1988 von Logotron für Amiga, Atari ST und MS-DOS veröffentlicht wurde. Der Spieler steuert Scouser-Gitt, der das namensgebende Raumschiff Star Goose fliegt. Es ist ein Gefährt, das beauftragt wurde, den Planeten Nom zu erkunden und 48 Kristalle zu sammeln. Um voranzukommen, müssen die Spieler in jedem der acht Level des Spiels alle sechs Kristalle einsammeln, während sie gleichzeitig Feinden ausweichen oder sie zerstören und ihre Schilde, Munition und Treibstoffvorräte aufrechterhalten.
Die Oberflächen des Spiels sind konturiert, was die Flugbahn der Geschosse beeinflusst. Sie enthalten Tunnel, die in eine dreidimensionale Perspektive wechseln. In den Tunneln kann der Spieler seine Ressourcen wieder auffüllen.
Das Spiel wurde von Steve Cain und Graham Everett entwickelt. Ursprünglich war das Konzept als Rennspiel basierend auf dem dreidimensionalen Tunnelmodus gedacht, doch diese Idee wurde verworfen, da die Entwickler mit den Ergebnissen unzufrieden waren.
Zum ursprünglichen Preis von 19,95 £ veröffentlicht, erhielt die Amiga-Version gemischte Kritiken, während die Atari-ST-Version überwiegend negativ bewertet wurde. Während die Grafik gelobt wurde, kritisierten Tester den Mangel an Abwechslung im Gameplay, den hohen Schwierigkeitsgrad und den Sound. Neuveröffentlichungen im Jahr 1991 zu niedrigeren Preisen wurden hingegen besser aufgenommen.

## Rezeption
Star Goose erhielt überwiegend positive Bewertungen. Die ASM vergab die Auszeichnung „ASM-Hit“.
Die PowerPlay bewertete den Spielspaß mit 70 %.
Die PC Games erinnerte sich noch 1995 positiv an das Spiel, nannte es ein „ordentliches Ballerspiel“, vergab jedoch keine Wertung.